# Хилл, Эмброуз Пауэлл
Эмброуз Пауэлл Хилл (англ. Ambrose Powell Hill; 9 ноября 1825, Калпепер, Виргиния — 2 апреля 1865, Питерсберг, там же) — американский кадровый военный, участник Мексиканской и Семинольской войн, генерал армии Конфедерации в годы американской Гражданской войны. Хилл прославился как командир «Лёгкой дивизии Хилла» во время Семидневной битвы, а впоследствии стал одним из самых способных дивизионных командиров в корпусе генерала Джексона. После гибели Джексона в сражении при Чанселорсвилле Хилл получил звание генерал-лейтенанта и командовал Третьим корпусом Северовирджинской армии до самой своей смерти. Он погиб в самом конце войны во время третьего сражения при Питерсберге.

## Ранние годы
Род Хиллов вёл своё происхождение из Англии. По одной из версий, фамилия прежде имела форму Hull, и её носители происходили от короля Англии, Генриха II. В 1630 году два брата, родом из Шропшира, Генри Хилл и Уильям Хилл, эмигрировали в Америку и поселились там, где сейчас находится округ Мидлсекс. В 1740 году правнук Уильяма, Рассел Хилл, переселился на те земли, где в 1748 году был образован округ Калпепер. Его сын Генрих (1743—1815) женился на Энн Пауэлл, и в годы войны за независимость служил вместе с Генри Ли. Его сын Эмброуз Пауэлл Хилл (1785—1858) служил в палате представителей Вирджинии, служил мировым судьёй и капитаном ополчения штата. Другой сын, Томас Хилл (род. 1789), женился на Фэнни Рассел Баптист из округа Мекленберг(1792—1853). У Томаса и Фэнни было шестеро детей: сначала три мальчика, а потом три девочки.

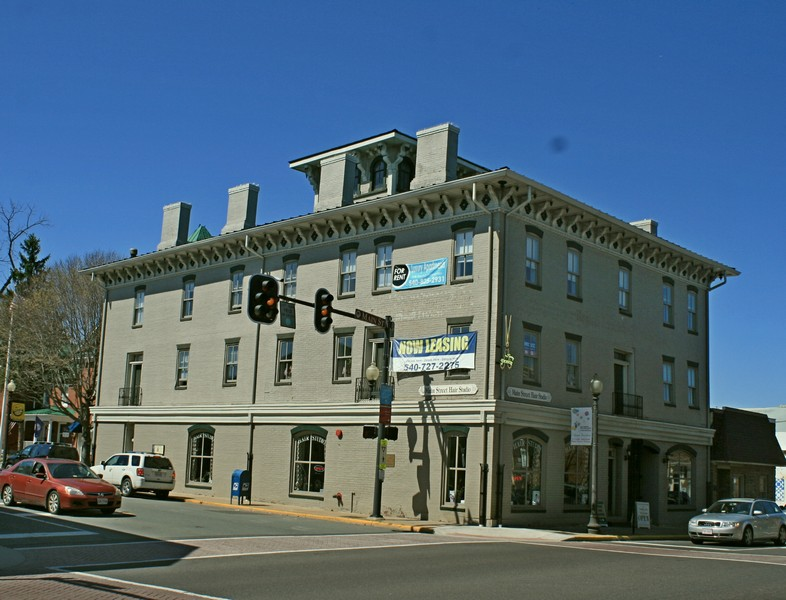
Дом Э. П. Хилла в Калпепере (фото 2015 года)

Эмброуз Хилл родился у Томаса и Фэнни 9 ноября 1825 года в 8:00 в 10 милях к западу от Калпепера. Его назвали в честь дяди Эмброуза Пауэлла Хилла. Он ещё был ребёнком, когда семья переехала из поместья Гринланд в город Калпепер и поселилась в большом кирпичном доме, существующим до сих пор на углу Мэйн-стрит и Дэвис-стрит. Пауэлл учился в нескольких местных школах и дружил с Джеймсом Кемпером, будущим генералом Конфедерации и губернатором Виргинии.
Семья Хиллов принадлежала к епископальной церкви, однако в те годы в Виргинии распространялся баптизм, и около 1840 года Фэнни Рассел стала членом этой церкви. Она сразу же запретила в доме танцы, игры в карты и прочие развлечения, отчего Хилл начал испытывать неприязнь к религии и впоследствии резко выделялся среди генералов Конфедерации своей нерелигиозностью.

## Вест-Пойнт
Хилл с детства любил всё, связанное с войной, и мечтал стать военным, поэтому отец решил отправить его в военную академию Вест-Пойнт. 13 сентября 1841 года граждане округа Калперер составили характеристику для военного министерства (с 31 подписью), а затем ему содействовал влиятельный политик Джон Барбур. В итоге 19 апреля 1842 года Хилл получил уведомление о том, что он зачислен на курс.
С 1 июля 1842 года Хилл стал учиться в Вест-Пойнте, где общался и дружил с будущими генералами Джорджем Стоунманом, Джорджем Пикеттом и Кадмусом Уилкоксом. Он был однокурсником Томаса Джексона, однако никогда не был его другом из-за разницы в социальном статусе. Зато он близко сошёлся с Джорджем Макклеланом, с которым жил в одной комнате. К концу первого семестра, в январе 1843 года, Макклеллан был на первом месте по успеваемости, Джексон на последнем, а Хилл как раз посередине.
От тех лет его жизни сохранилось одно единственное письмо домашним, где он тоскует по дому и просит родителей навестить его хотя бы один раз.
Летом 1844 года Хилл навещал родителей в Калпепере, и на обратном пути, проездом через Нью-Йорк, он подхватил венерическое заболевание. 9 сентября 1844 года Хилл был направлен в госпиталь с диагнозом «гонорея». Через несколько недель последовали осложнения и в итоге 19 ноября он был отправлен в отпуск по болезни. В марте 1845 года домашний врач обнаружил дополнительные осложнения и пришёл к мнению, что Хилл непригоден к военной службе. В конце весны здоровье Хила немного улучшилось и он вернулся в Академию, однако 23 июня академический совет решил, что он пропустил слишком много лекций, поэтому Хилл должен был повторно пройти третий год обучения в Академии.
К концу третьего года обучения Хилл попал на 18-е место по успеваемости. Он был 21-м по инженерному делу, 16-м по этике, 12-м по артиллерийскому делу, 16-м по пехотной тактике и 21-м по геологии.
Хилл окончил академию в выпуске 1847 года; 19 июня произошёл официальный выпуск — Хилл занял 15-е место по успеваемости из 38-ми кадетов. Он отправился домой, а уже 11 августа пришло официальное постановление: Хилла определили в артиллерию во временном звании второго лейтенанта.

## Военная карьера
1 июля 1847 года Хилл был зачислен в 1-й артиллерийский полк во временном звании второго лейтенанта, но уже 26 августа получил постоянное звание второго лейтенанта. В Мексике 16 августа произошло сражение при Чарубуско, за которое Томас Джексон получил повышение до первого лейтенанта, а его место второго лейтенанта регулярной армии занял Хилл.
Хилл сразу же был направлен в Мексику: сначала на поезде из Ричмонда в Уильмингтон, оттуда на корабле в Чарльстон, затем по суше в Новый Орлеан, откуда на корабле — в Веракрус. Там он был определён в легкоартиллерийскую роту капитана Фрэнсиса Тейлора, которая была частью бригады генерала Джозефа Лейна. Война уже подходила к концу и Хилл успел принять участие только в сражении при Уамантла 9 октября 1847 года и в небольшой перестрелке у Атликско 12 октября. В ноябре Хилл заболел тифом.
Заболевание было весьма опасным, поскольку могло вызвать обострение простатита, однако, Хилл выздоровел и вернулся к военной службе. Некоторое время он провёл в столице Мексики, где посещал бои быков, которые ему не понравились.
Я остался совершенно разочарован этим знаменитым мексиканским развлечением, — писал он, — это жестокий, очень жестокий спорт, и как только дамы могут уродовать свои природные чувства настолько, что смотрят на это с восторгом, кричат «браво» и аплодируют своими милыми маленькими ладонями — вот это для меня загадка.
В 1848—1849 годах служил в форте Макгенри в Мериленде, где он встретил Эмму Уильсон, за которой ухаживал некоторое время, однако родители Эммы сочли, что Хилл недостоин их дочери по своему социальному положению, поэтому воспрепятствовали дальнейшему продолжению романа.
Из Мериленда Хилл был направлен во Флориду, где служил в 1849—1859 годах, в последние годы войны с семинолами. В 1850—1851 годах служил в форте Кей-Уэст во Флориде, в 1852 году — в Кэмп-Рикеттс в Техасе, а в 1852—1853 годах служил в Барранкийских казармах во Флориде и снова участвовал в боевых действиях с семинолами. 4 сентября 1851 года получил звание первого лейтенанта.
Тяжёлые условия службы во Флориде привели к тому, что Хилл болел жёлтой лихорадкой и у него снова обострился простатит. Время от времени он оставлял службу по болезни. Именно в эти годы обнаруживается его интерес к конфликту между Северными и Южными штатами. В письме 1850 года Хилл писал, что если Союз распадётся, то он немедленно отправится в Вирджинию и поступит на службу своему штату.
В 1854 году у него произошло очередное обострение лихорадки и простатита, и на этот раз настолько тяжёлое, что он попросил военного секретаря Джефферсона Дэвиса перевести его из полевой армии на штабную работу. Просьба была удовлетворена и 23 ноября 1855 года Хилл был переведён в службу береговой охраны в Вашингтон, где прослужил до 1860 года. К этому моменту относится история его сватовства к Элен Мэрси, дочери майора Рэндольфа Мерси, выпускника Вест-Пойнта 1829 года. Зимой 1855—1856 года, пока Рэндольф находился в Техасе, Элен и её мать жили в Уиллард-Отеле в Вашингтоне. У Элен было много поклонников, и в их числе капитан Джордж Макклелан. Вскоре Макклелан отбыл в Крым в качестве военного наблюдателя, и в это самое время в Вашингтоне появился Хилл. Сначала он был просто одним из поклонников Элен, но вскоре он сделал ей предложение, а она согласилась. Родители Элен были недовольны её выбором, и отец написал ей из Техаса: «Я прощаю тебя, но надеюсь, что ты прекратишь все отношения с мистером Хиллом». Когда вернулся Макклелан, он поговорил с Хиллом и тактично согласился уступить.
Однако мать Элен получила из неизвестного источника информацию о венерическом заболевании Хилла в годы обучения и подняла шумный скандал, в котором оказался замешан и Джордж Макклелан. В результате 31 июля 1856 года Элен сообщила отцу, что её отношения с Хиллом прекращены. Она вернула Хиллу обручальное кольцо.
Вскоре Хилла постигло другое несчастье — 6 января 1857 года умер его отец. В том году он так же присутствовал в Ричмонде на свадьбе своего друга Генри Хета — это событие познакомило его с ричмондским обществом. В том же году он встретил 23-летнюю кентуккийскую вдову Китти Морган Маккланг (Kitty Morgan McClung). Китти родилась в Лексингтоне (Кентукки) в семье Кельвина и Генриетты Хант Морган. Её брат Джон Хант Морган впоследствии стал знаменитым кавалерийским генералом Конфедерации. Её сестра Генриетта Морган вышла замуж за Бэзила Дюка, который так же стал кавалерийским генералом Конфедерации. В июне 1855 года Китти вышла замуж за Кельвина Маккланга, но муж умер почти сразу после свадьбы. В 1857 году сестра взяла её с собой в Вашингтон, чтобы отвлечь от грустных мыслей, и там на вечере в Уиллард-Отеле она встретила Эмброуза Хилла. 18 июля 1859 года они поженились в кентуккийском Лексингтоне, в доме родителей жены. Так Хилл стал родственником Джона Моргана и Бэзила Дюка.
В семье Хиллов родилось четыре ребёнка: Генриетта (родилась в Вашингтоне в 1860 году и умерла во время войны), Франсуаза Рассел (1861—1917), Люси Ли (1863—1931) и Энн Пауэлл Хилл (1865—1871).

## Гражданская война
1 марта 1861 года, незадолго до начала войны, Хилл подал в отставку, причём сделал это ещё до того, как Виргиния определилась с выбором. Ещё в 1847 году он писал: «Я хочу связать свою жизнь лишь с одним полком, и это полк из старой доброй Виргинии. Я готов сражаться за её честь и достоинство как за своё собственное». В мае он попросил вирджинского губернатора Джона Летчера сделать его командиром бригады, однако, к своему разочарованию, он получил только звание полковника. Это произошло 9 мая 1861 года.
Хилл был определён в 13-й вирджинский пехотный полк. Этот полк был сформирован в Харперс-Ферри и принят на службу в армию штата Виргиния 8 июня 1861 года согласно генеральному приказу № 25 генерального штаба Вирджинской армии и принят на службу в армию Конфедерации 1 июля. Подполковником полка стал Джеймс Уокер, майором — Джон Террилл.
Хилл сам занимался тренировкой своего полка, в котором старался наводить жёсткую дисциплину. Здесь проявилась его нерелигиозность: когда капеллан запросил разрешения проводить богослужения, Хилл отказал на том основании, что «хороший солдат сейчас нужнее, чем хороший проповедник».
Летом 1861 года полк Хилла входил в бригаду Кирби Смита, которая была частью армии Шенандоа. В июле, ввиду угрозы федерального наступления на Ричмонд, генерал Джонстон, командир армии, принял решение перебросить свои бригады к Манассасу. Утром 21 июля, в день первого сражения при Булл-Ран, полки бригады Смита прибыли к Манассасу и сразу были введены в бой, но полк Хилла отправили на правый фланг, где активных боевых действий не было, и Хилл никак не смог себя проявить.
В феврале 1862 он был повышен до бригадного генерала и около 24 марта получил под своё командование бригаду Потомакской армии (бывшую бригаду Лонгстрита). Эта бригада к маю 1862 года состояла из четырёх полков:
- 1-й Вирджинский пехотный полк; полк. Льюис Уильямс
- 7-й Вирджинский пехотный полк; полк. Уоллер Паттон
- 11-й Вирджинский пехотный полк полк. Самуэль Гарланд
- 17-й Вирджинский пехотный полк; полк. Монтгомери Корсе

В это время, 1 августа 1861, у него родилась вторая дочь, Франсуаза Рассел (Русси).

### Кампания на полуострове
Весной 1862 года командование Союза начало наступательную кампанию на полуострове: Потомакская армия высадилась на вирджинском побережье и 5 апреля подступила к Йорктауну. 10 апреля генерал Джозеф Джонстон вынужден был начать переброску своих частей из северной Виргинии на полуостров. 17 апреля бригада Хилла прошла маршем через Ричмонд и через несколько дней заняла позиции под Йорктауном.
Генерал Джонстон понимал, что его армия не имеет шанса противостоять противнику и 2 мая начал отводить войска от Йорктауна. Чтобы задержать федералов, он оставил у городка Уильямсберг несколько бригад под командованием Лонгстрита. Здесь 5 мая произошло первое сражение в карьере генерала Хилла — сражение при Уильямсберге. Лонгстрит приказал ему занять позицию в тылу бригады Уилкокса, левее бригады Роджера Приора. Понимая, что не сможет удержать позицию, Лонгстрит приказал атаковать противника; Хилл послал свою бригаду в атаку через залитое дождём поле и сам пошёл вперёд, размахивая пистолетом и призывая солдат идти за собой. Сражение длилось с переменным успехом около двух часов под не прекращающимся ливнем.
Между тем под Ричмондом формировались новые бригады и требовалось свести их в дивизии, но для этого не хватало генерал-майоров. В частности, прибыла джорджианская бригада Джозефа Андерсона и северокаролинская бригада Лоуренса Брэнча. Джонстон попросил у президента дать ему генерала и 26 мая Хилл был повышен до генерал-майора и стал командовать дивизией из этих двух бригад. Он стал одним из самых молодых дивизионных командиров Северовирджинской армии. Его собственной бригадой стал командовать Джеймс Кемпер. Через несколько дней в состав дивизии были введены бригады Чарльза Филда и Макси Грегга. Через неделю была введена северокаролинская бригада Уильяма Пендера, а 12 июня — бригада Джеймса Арчера.
Это была самая крупная дивизия во всей армии. В штабе новой дивизии служили: майор Р. К. Морган (двоюродный брат Хилла, адъютант), майор Дж. Э. Филд (квартирмейстер), майор Эдвард Баптист Хилл (1821—1890, брат Хилла, интендант), майор Дж. М. Дэвид, капитан Р. Х. Адемс (сигнальная служба), капитан Х. Т. Дуглас (главный инженер), лейтенант Ф. Т. Хилл (племянник Хилла) и Мюррей Тейлор.
Хилл с энтузиазмом принялся за тренировку своей дивизии. Уже через несколько дней полковник Лонг, посланный генералом Ли на инспекцию, докладывал: «Его части в прекрасном состоянии. Он назвал свою дивизию 'Лёгкой дивизией'». Название могло быть введено в подражание британской «Лёгкой дивизии», или же означало элитный статус подразделения, поскольку британская «Лёгкая дивизия» считалась элитной в армии Веллингтона.
Первым боевым испытанием новой дивизии и генерала Хилла в новой должности стала Семидневная битва. В середине июня федеральная армия уже стояла под Ричмондом, но была отделена от противника рекой Чикахомини. Генерал Ли решил атаковать противника севернее Чикахомини. Главный удар должен был нанести Хилл силами 14 000 человек при 9 батареях. Справа его атаку должен был поддержать Лонгстрит (8 000), а слева — Дэниель Хилл (9 000). Джексон должен был атаковать противника во фланг и тыл.
Утром 26 июня должно было начаться сражение, известное как сражение при Механиксвилле или сражение на Бивердем-Крик. Хилл был готов атаковать в условленное время, но дивизия Джексона не появлялась. Время шло, сражение было под угрозой срыва, и тогда в 15:00 Хилл решился атаковать, не дожидаясь Джексона. Его бригады перешли Чикахомини, отбросили заслоны федералов и в 16:00 захватили село Механиксвилль. «Он взял деревню, — писал Дуглас Фриман, — только тела убитых и раненых федералов остались к западу от Бивердем-Крик. Но что хорошего было в этом? Местность была совершенно открытая. Люди не имели укрытия. Противник вёл огонь по широкой дуге. Несколько орудий, которые Хилл успел вывести на позицию, не произвели на противника никакого впечатления».
Попытка взять федеральные укрепления фронтальной атакой провалилась, и Хилл вынужден был отвести свои войска. Вечером генерал Ли собрал военный совет. Он никак не прокомментировал поведение Хилла и не оставил никаких письменных комментариев на рапорте Хилла. Генерал Ли иногда осуждал своих подчинённых за недостаточную агрессивность, но никогда — за избыточную. Однако в последующей публицистике Хилла часто осуждали за это сражение.

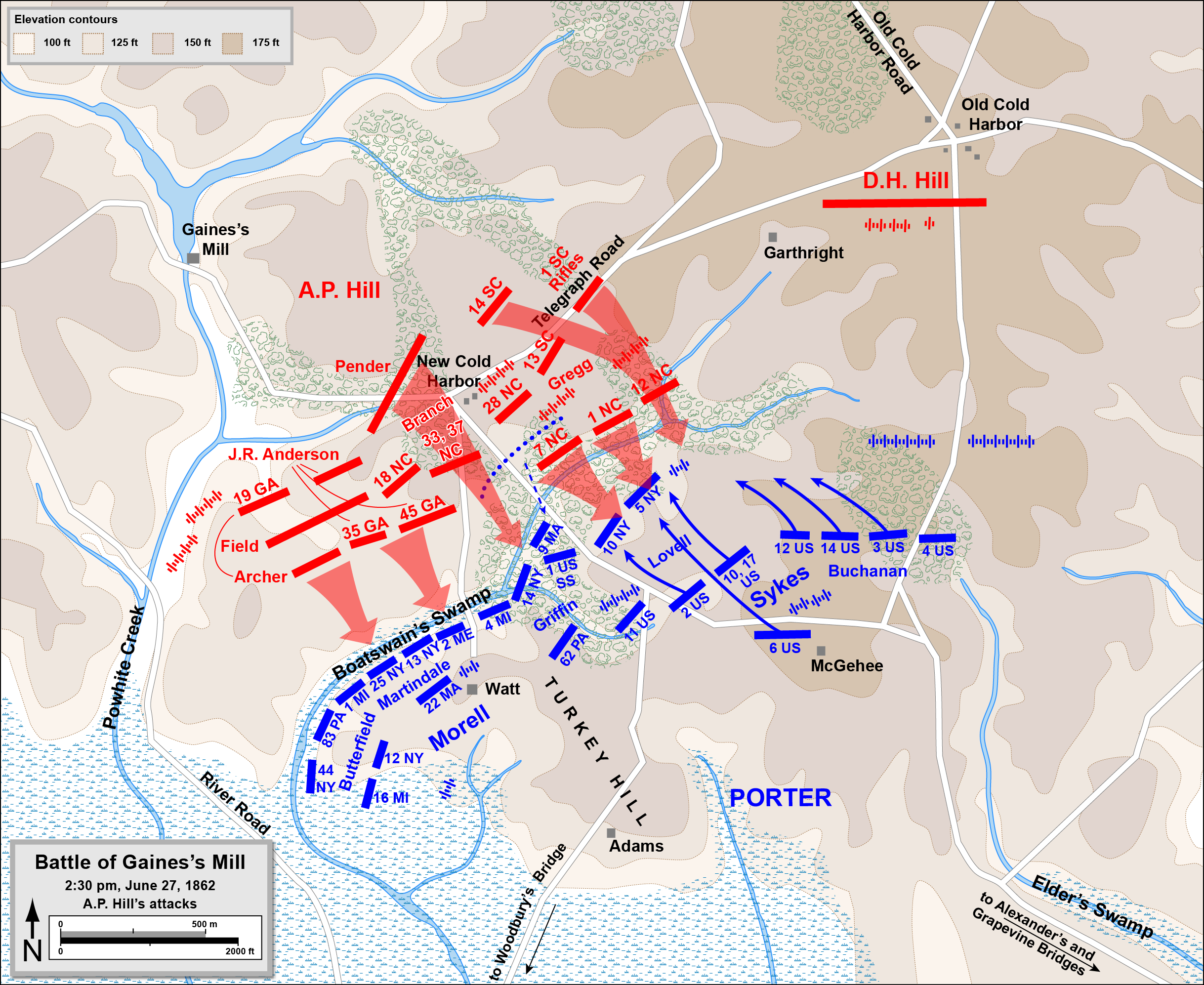
Атака дивизии Хилла при Геинс-Милл

На следующий день произошло Сражение при Геинс-Милл. Федеральная армия отступила на восток от реки Бивердем-Крик и заняла удобную оборонительную позицию. Ли решил повторить атаку по прежней схеме: дивизия Хилла атакует центр, Джексон обходит правый фланг противника, а Лонгстрит поддерживает Хилла справа. Хилл вошёл в соприкосновение с противником в 14:00; он сразу развернул дивизию в боевую линию и начал атаку. Однако, Джексон снова опаздывал, а Лонгстрит не решался вводить в бой свою дизивию до подхода Джексона, поэтому Хиллу пришлось одному иметь дело со всей армией противника. Три его полка сумели прорвать оборону федералов, но развить успех не удалось. Чуть позже подошли дивизии Джексона и оборона противника была, наконец, сломлена.
Дуглас Фриман писал, что в ходе Семидневной битвы только три генерала показали себя с хорошей стороны: Юэлл, Хилл и Лонгстрит. Однако, между Хиллом и Лонгстритом внезапно вспыхнул конфликт. Причиной был Джон Дэниел, редактор газеты «Richmond Examiner», который служил при штабе Хилла и был ранен при Гейнс-Милл. Покинув армию, он начал публиковать статьи, восхваляющие Хилла и приписывающие ему несуществующие заслуги. Эти публикации привели в ярость Лонгстрита и последовал обмен письмами между Лонгстритом, Хиллом и Дэниелом, который настолько накалил ситуацию, что Лонгстрит отправил Хилла под арест. Дело едва не дошло до дуэли. В ситуацию вмешался генерал Ли: его стараниями Хилл был освобождён из-под ареста 26 июля, а 27 июля его вывели из подчинения Лонгстриту и передали в распоряжение Томаса Джексона, который в это время как раз запрашивал подкреплений.

### Северовирджинская кампания
В июле 1862 года в дивизии Хилла произошли некоторые ротации: генерал Джозеф Андерсон покинул армию, и командиром его бригады стал полковник Эдвард Томас, который вскоре получил звание бригадного генерала. В результате к началу Северовирджинской кампании «Лёгкая дивизия» Хилла имела следующий состав:
- Северокаролинская бригада Лоуренса Брэнча,
- Северокаролинская бригада Уильяма Пендера,
- Южнокаролинская бригада Макси Грегга,
- Бригада (смешанная) Джеймса Арчера,
- Вирджинская бригада Уильяма Филда
- Джорджианская бригада Эдварда Томаса,
- и артиллерия Линдси Уокера[39].

Заставив Потомакскую армию отступить от Ричмонда, генерал Ли начал планировать боевые действия против угрожающей Ричмонду с севера Вирджинской армии генерала Поупа. Он отправил навстречу Поупу генерала Джексона, в распоряжении которого теперь находилась дивизия Хилла. В это время Вирджинская армия неторопливо наступала на Калпепер, и Джексон решил внезапным ударом разгромить передовой федеральный корпус. Но наступление Джексона шло слишком медленно — в основном из-за секретности, которой Джексон окружал свои планы, так что даже его дивизионные командиры не вполне представляли себе свои задачи.
9 августа произошло сражение у Кедровой горы: генерал Бэнкс внезапно атаковал Джексона и опрокинул бригаду Чальза Уиндера, однако Джексон сумел удержать позицию до подхода дивизии Хилла, которая спасла положение.
25 августа дивизия Хилла участвовала во фланговом марше Джексона и рейде на станцию Манассас, откуда Джексон отвёл свои дивизии на запад к Каменистому хребту и расположил их вдоль Уоррентонской дороги. Хилл развернул свои бригады на левом фланге Джексона: бригаду Грегга, Томаса и Филда в первой линии, а бригады Арчера, Пендера и Бренча — во второй. При этом он не заметил разрыва между бригадами Грегга и Томаса. На следующий день, 29 августа, началось второе сражение при Бул-Ране. Дивизия Хилла первой попала под удар: утром её атаковал корпус Франца Зигеля, а в 15:00 — дивизия Джозефа Хукера. Бригада генерала Кавье Грове сумела прорвать оборону Хилла, но эта атака не была поддержана, а Хилл ввёл в бой бригаду Пендера, которая заставила федералов отступить. Офицер из штаба Хилла явился к Джексону и сказал: «Генерал Хилл шлёт свои поздравления и сообщает, что атака противника отбита!» Джексон ответил: «Передайте ему — я знал, что он это сделает».
30 августа дивизия выдержала ещё одну атаку, а затем генерал Пендер обнаружил, что федеральная армия разворачивается фронтом на юг, и предложил Хиллу атаковать. Хилл согласился, бросил дивизию вперёд, и, несмотря на некоторые накладки, включился в общую атаку федеральной армии. Этот успех был куплен дорогой ценой: за два дня боёв дивизия потеряла 199 человек убитыми и 1308 ранеными. Треть потерь пришлась на бригаду Макси Грегга. Этот бой стал первым оборонительным сражением в карьере Хилла. Крупные потери объясняются в основном тем, что два дня подряд он был главной целью федеральных атак. Хилл как командир действовал почти безупречно и Джексон высоко оценил это в своём рапорте. Странно, что Хилл не заметил разрыва в линии своих бригад, но ещё более странно то, что несколько месяцев спустя, в сражении при Фредериксберге, он допустит точно такой же разрыв.
После отступления федеральной армии Джексон отправился в ещё один обходной марш, при этом отправил вперёд дивизию Хилла. Марш проходил в исключительно трудных условиях, и именно в этот момент начались первые трения между Хиллом и Джексоном. Обход привёл к сражению при Шантильи, где две бригады Хилла удерживали правый фланг боевой линии армии Юга.
Утром 4 сентября произошёл знаменитый конфликт между Хиллом и Джексоном. Джексон был недоволен тем, что Хилл поздно начал марш, а впоследствии тем, что в оговоренное приказом время не устроил привал. Джексон лично приказал генералу Томасу, командиру передовой бригады, сделать остановку. Хилл был взбешён тем, что Джексон командует его бригадами лично. Он подошёл к Джексону, вручил ему свою шпагу и сказал: «Если вы командуете моими войсками в моем присутствии, то заберите и мою шпагу также». Джексон ответил, что Хилл может считать себя под арестом и передал командование дивизией генералу Брэнчу. В последующие дни Хилл был вынужден идти пешком в хвосте своей колонны.

### Мерилендская кампания
Мерилендская кампания генерала Ли началась в тот самый день ареста Хилла, поэтому первые дни кампании Хилл пребывал в потрясении от всего произошедшего. Только 6 сентября он запросил у Джексона формального списка обвинений, но не получил его. Между тем его дивизия подошла к Фредерику и встала восточнее города, прикрывая вашингтонское направление. 10 сентября Джексон со своими тремя дивизиями начал марш к Харперс-Ферри. У Хилла снова обострился простатит и он следовал за дивизией в санитарной повозке. Днём, когда дивизия стояла возле Уильямспорта, он попросил офицера из штаба Джексона (Кида Дугласа) временно, до конца кампании, разрешить ему командовать своей дивизией. Дуглас передал его просьбу Джексону и тот сразу и без комментариев утвердил её. Фриман писал, что Джексон, несомненно, почувствовал облегчение от того, что его самый опытный командир снова командует дивизией.
Во время Мэрилендской кампании Хилл участвовал в сражении за Хаперс-Ферри. После капитуляции города Джексон отправил свои дивизии к Шарпсбергу, а Хилл остался в Харперс-Ферри, чтобы завершить процедуру капитуляции.
В ту среду в западном Мериленде Хилл бросился в бой практически без разведки, просто потому, что был нужен очень срочно. Эта решительность спасла армию на Энтитем-Крик. Это свойство Хилла не всегда давало положительный эффект. Но в случае с Шарпсбергом бесспорно: он разгромил значительно превосходящие его силы, спас Ли от разгрома, и его своевременное появление продлило Гражданскую войну ещё на два с половиной года.
17 сентября под Шарпсбергом началось сражение при Энтитеме. В 06:30 Хиллу доставили сообщение от генерала Ли, который просил его идти к Шарпсбергу как можно скорее. Хилл оставил в Харперс-Ферри бригаду Томаса, а с остальными бригадами отправился в Шарпсберг. Он прошёл расстояние в 17 миль за 5 часов, гораздо быстрее обычного маршевого темпа. В 14:00 его передовые полки перешли Потомак по броду Ботелерс-Форд и Хилл оказался на правом фланге Северовирджинской армии. IX федеральный корпус только что оттеснил бригаду Тумбса у Рорбахского моста и перегруппировывался для атаки фланга, защитить который было нечем. Проблема состояла в том, что непосредственный командир Хилла, Томас Джексон, находился на противоположной стороне поля боя, а всем правым флангом командовал Лонгстрит. Однако Хиллу повезло — в 14:30 он встретил генерала Ли. Ли не стал переподчинять Хилла Лонгстриту, а лично дал ему указания, что показывает высокую степень доверия Хиллу.
В 15:00 началось наступление федерального корпуса Бернсайда, который вышел к окраинам Шарпсберга. В 15:40 Хилл завершил развёртывание своих передовых бригад. Бригады Пендера и Брокенбро были поставлены на правом фланге дивизии для предотвращения возможной атаки противника, а бригады Брэнча, Грегга и Арчера примкнули к правому флангу дивизии Дэвида Джонса. В это время федеральная дивизия Уилкокса уже опрокинула бригады Джонса и захватила артиллерийскую батарею. Бригада Арчера атаковала противника, ударив во фланг дивизии Родмана на кукурузном поле Джона Отто, известном как «Сорокоакровое кукурузное поле».

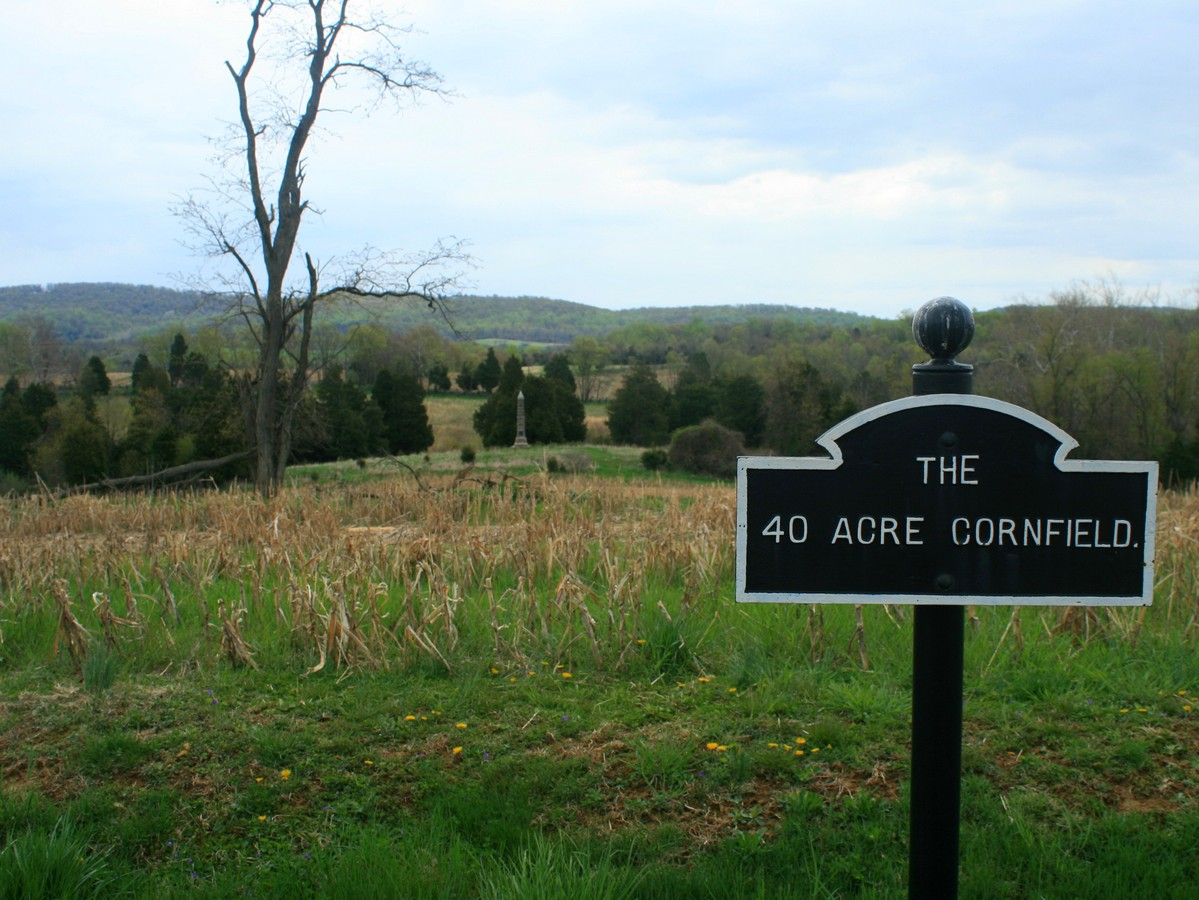
Сорокоакровое поле и памятник 16-му коннектикутскому полку

Люди Хилла были одеты в голубые мундиры, добытые на складах в Харперс-Ферри и это сбило с толку северян. Удар Хилла пришёлся по коннектикутским полкам, набранным из новобранцев, который не выдержали удара и обратились в бегство. Хилл написал в рапорте, что три его бригады, численностью 2 000 человек, опрокинули целый федеральный корпус, численностью в 15 000 человек. Потери Хилла были невелики: 63 человека убитыми и 283 ранеными. «Три тысячи человек, — писал Дуглас Фриман, — только две из которых были введены в дело, спасли армию Ли от неминуемого разгрома».
Вечером 18 сентября генерал Ли отвёл армию за Потомак. 19 сентября к переправам подошёл V корпус Потомакской армии, он атаковал и отбросил арьергарды Северовирджинской армии, которыми командовал Уильям Пендлтон. Томас Джексон узнал об этом уже ночью. Ситуация показалась ему опасной и в 06:30 от послал дивизию Хилла к переправам. Сблизившись с противником, Хилл послал вперёд бригады Грегга, Пендера и Томаса, а за ними во второй линии — бригады Арчера, Лэйна и Брокенбро. Артиллерия Пендлтона осталась в тылу, поэтому федеральные орудия начали по ним стрельбу, совершенно не опасаясь контрбатарейного огня. Опасаясь за положение своих частей, генерал Портер приказал отойти на мэрилендский берег реки Потомак. Отойти удалось не всем: 118-й пенсильванский полк был почти полностью уничтожен при отступлении. Южане заняли здание цементной мастерской на берегу Потомака и из его окон расстреливали отступающих за реку федералов. Корпус Портера потерял 361 человека в тот день, из них 269 пришлось на потери пенсильванского полка. Хилл потерял 30 человек убитыми и 261 ранеными.
Хилл был доволен результатами сражения. «Это была резня, подобной которой ещё не видели за эту войну, — писал он в рапорте, — вся река Потомак стала голубой от мундиров наших врагов. Немногие спаслись, чтобы поведать о своей участи. По их отзывам, они потеряли 3 000 человек убитыми и утонувшими. Почти 200 человек попало в плен. Мои потери были 30 убитыми и 231 ранеными, итого 261. Это был полезный урок врагу, который будет знать, как опасно бывает иногда преследовать отступающую армию. В этом бою я не использовал ни одного орудия».

### Дело об аресте Хилла
После сражений при Харперс-Ферри и Энтитеме Хилл не был возвращён под арест, и никто не возвращался к вопросу его отстранения от командования, но он и не получил объяснений относительно причин своего ареста. Хилл полагал, что Джексон должен обосновать причины, по которым публично унизил офицера армии. Если обвинения Джексона справедливы, то он, Хилл, не подходит для должности командира дивизии, но если Джексон неправ, то он обязан извиниться. 22 сентября Хилл подал Джексону официальный запрос для передачи в штаб армии. Джексон передал запрос по назначению, приложив описание отдельных недочётов Хилла на посту командира и добавив, что при Брэнче его приказы исполнялись лучше. Когда бумаги попали в штаб генерала Ли, тот впервые узнал об этом конфликте. Ли оказался в трудном положении: ему надо было поддержать авторитет Джексона, но и защитить Хилла, которого он считал отличным командиром.
Ли решил, что обстоятельства не требуют официального расследования, тем более в то время, когда противник в любой момент может начать наступление. У Ли уже был опыт членства в трибуналах, и он старался всячески избегать их. По этой причине он вернул запрос Хиллу, с пояснением, что Джексон увидел в его действиях небрежение обязанностями, но это едва ли было намеренно и наверняка больше не повторится. По этой причине он писал, что не видит нужды в следствии. Получив этот ответ, Хилл понял его как признание правоты Джексона, и 30 сентября отправил повторный запрос с просьбой расследования. Он писал, что Джексон злоупотребил своим правом налагать наказания, и в своё оправдание приводит ложные обвинения. Получив этот запрос и комментарии Джексона к нему, Ли сложил их в отдельную папку и не стал с ними разбираться, ссылаясь на отсутствие времени. Эта история наложилась на выбор кандидатур для присвоения звания генерал-лейтенанта но, вероятно, не повлияла на Ли, и 2 октября тот отправил президенту кандидатуры Джексона и Лонгстрита.

### Фредериксберг
В декабре 1862 года федеральная армия начала новое наступление на Ричмонд — на этот раз рассчитывая прорваться через город Фредериксберг. Однако, когда северяне вышли к реке Раппаханок у Фредериксберга, генерал Ли успел перебросить к городу корпус Лонгстрита, а правее — корпус Томаса Джексона. Дивизия Хилла покинула свой лагерь в долине Шенандоа 22 ноября, прошла 175 миль за 12 дней и вышла к Фредериксбергу.
Джексон развернул дивизию Хилла в первой линии — 10 000 человек заняли удобную позицию на высоте, под прикрытием 14 орудий с правого фланга и 33 — с левого. 13 декабря в 08:00 «гранд-дивизия» Уильяма Франклина (55 000 чел.) перешла Раппаханок, а в 13:00 дивизия Джорджа Мида была послана в атаку. Бригады Хилла были развёрнуты вдоль линии железной дороги на краю леса, однако между бригадами Лэйна и Арчера образовался зазор около 600 метров. На этом участке находилось болото, которое Хилл счёл непроходимым.
Майор Херос фон Борке из штаба Стюарта предложил перекрыть зазор засеками, но Стюарт счёл это излишним. Джексон также заметил это слабое место в обороне Хилла, и предположил, что оно может быть местом атаки, однако, не отдал никаких конкретных приказов на этот счёт.
Федералы обнаружили это слабое место и атаковали именно этот участок: два полка Арчера были обращены в бегство и вся бригада Лэйна стала отходить. Генерал Грегг, стоявший во второй линии, попытался закрыть брешь, но при этом сам был смертельно ранен, а его бригада практически раздавлена. Фронт дивизии Хилла был прорван, однако резервные бригады остановили наступление дивизии Мида.

### Чанселорсвилл

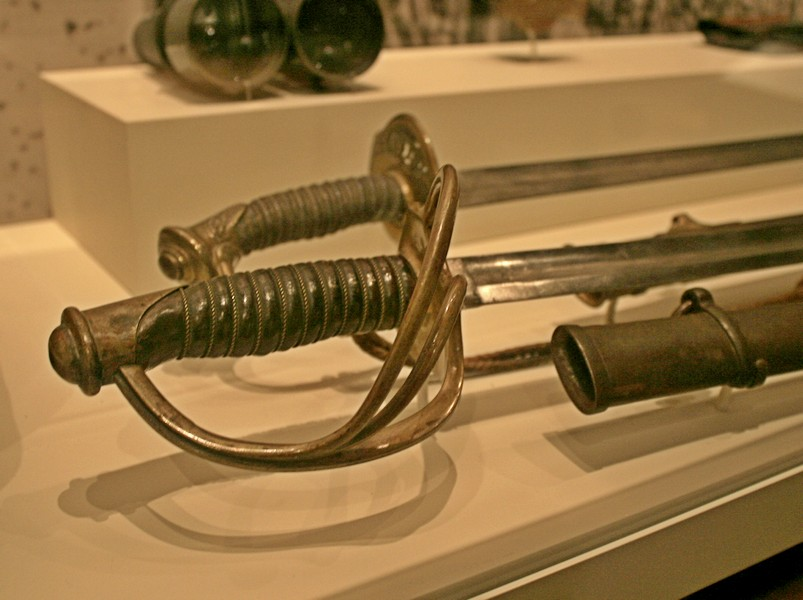
Шпага А. П. Хилла (Model 1850 US foot officer’s sword)

Весной 1863 года новое наступление федеральной армии привело к сражению при Чанселорсвилле. На второй день сражения генерал Джексон отправил три свои дивизии в обход правого фланга противника: впереди шла дивизия Роудса, за ней дивизия Колстона, а дивизия Хилла сначала прикрывала тыл, а потом присоединилась к остальным. В 17:00 началась атака: дивизия Роудса опрокинула XI федеральный корпус, однако III федеральный корпус успел занять выгодную высоту и отбил атаку Роудса. Тогда Джексон послал в атаку дивизию Хилла. Первой вышла на позицию бригада Джеймса Лэйна.
Выехав к позициям бригады Лэйна, Джексон сказал Хиллу: «Генерал Хилл, как только будете готовы, двигайтесь вперёд. Пусть ничего вас не остановит. Гоните их к Юнайтед-Стейтс-Форд». После этого он отправился на рекогносцировку за линию бригады с небольшой группой офицеров. Хилл с группой своих офицеров последовал на некотором отдалении. Существует предположение, что Джексон не предупредил бригаду о том, что выезжает за передовую линию, так как знал, что Хилл следует туда же и предупредит свою бригаду лично.
Джексон проехал примерно 150 метров за линию дивизии Лэйна, Хилл следовал в 50—60 метрах позади. Позже он сказал Джексону, что раз его командир выехал за передовую, то он, Хилл, счёл своей обязанностью следовать за ним. В это время 18-й северокаролинский пехотный полк открыл огонь. Пули задели сначала группу Хилла, затем группу Джексона. В группе Хилла был убит инженер Кейт Босуэлл, ранены четверо офицеров и убито три лошади. Хилл успел упасть на дорогу и не получил ранений. Джексон не пострадал, он повернул к своим, но в это время раздался второй залп, и три пули настигли Джексона.

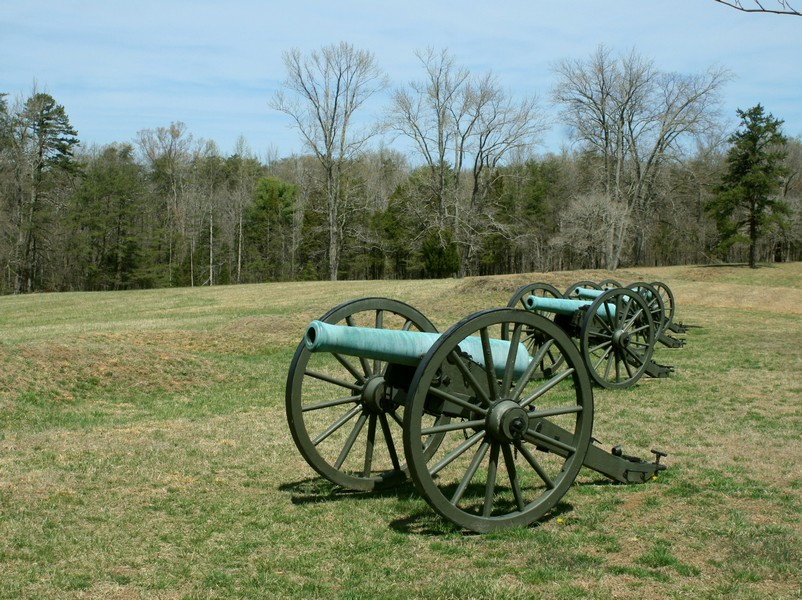
Высота Фэирвью и мемориальные орудия на месте батареи, которая вела огонь по позициям Хилла вечером 2 мая

Хилл сразу же организовал эвакуацию Джексона в госпиталь у Уайдернесс-Таверн и принял командование корпусом. В это время федеральная артиллерия на высотах Фэирвью приняла залп 18-го северокаролинского за сигнал к атаке и открыла огонь по позициям противника. Во время этой бомбардировки был тяжело ранен генерал Фрэнсис Николлс, а генерал Хилл получил ранение осколком и временно сдал командование корпусом Роберту Роудсу, одновременно послав за единственным доступным генерал-майором — Джебом Стюартом.
В сложившейся ситуации Хилл принял важное решение того дня: он остановил атаку корпуса Джексона. По мнению Брайанта, это было связано с тем, что Джексон, как обычно, держал в секрете свои стратегические планы и его подчинённые в его отсутствие не знали, что им следует предпринять. Стивен Сирс считает, что Хилл выполнил бы приказ Джексона о наступлении, если бы не был ранен, но после ранения и с учётом того, что Стюарту требовалось время, чтобы прибыть к корпусу, он не рискнул посылать корпус в бой без командира. («В сложившихся обстоятельствах было решено, что лучше всего не продолжать далее преследование этой ночью», писал Хилл в рапорте.) Таким образом, знаменитая фланговая атака, задуманная Джексоном, была прекращена перед высотами Фэирвью.
Джексон умер 10 мая. Перед смертью в бреду он упоминал Хилла и своего интенданта Хоукса: «Прикажите генералу Хиллу приготовиться! Отправить пехоту на фронт! Скажите майору Хоуксу…».
Ранение Хилла оказалось лёгким и он вернулся к командованию дивизией уже 6 мая.
После гибели Джексона генерал Ли принял одно из самых важных решений в своей жизни (по формулировке Дугласа Фримана) — он решил переформировать армию, создав дополнительный третий корпус. Только четыре человека во всей армии годились на должность корпусных командиров — Хилл, Юэлл, Андерсон и Худ. Ли выбрал первых двух и 20 мая запросил президента утвердить это решение. «Э. П. Хилл никогда не командовал более, чем одной дивизией, — писал Фриман, — кроме того единственного момента ранения Джексона. Хилл, однако, был преданным, расторопным, энергичным и хотя дважды побывал под арестом при Лонстрите и Джексоне, он заслужил повышение. И хотя впоследствии он не проявил и доли гениальности Джексона, он всё же не совершил и явно непоправимых ошибок». Генерал Лонгстрит был крайне недоволен этим решением Ли, считая его проявлением вирджинского фаворитизма. Он считал, что северокаролинец Дэниель Харви Хилл старше по званию, а также превосходит Эмброуза Пауэлла как способностями, так и своими боевыми заслугами. Существует мнение, что позиция Лонгстрита была следствием былого конфликта времён кампании на полуострове.
Одновременно был сформирован Третий корпус Северовирджинской армии. В него включили дивизию Ричарда Андерсона, а бывшую дивизию Хилла разделили на две части: четыре бригады возглавил Уильям Дурси Пендер, а к двум оставшимся бригадам добавили ещё две (Петтигрю и Дэвиса) и поручили их Генри Хету.

### Геттисбергская кампания

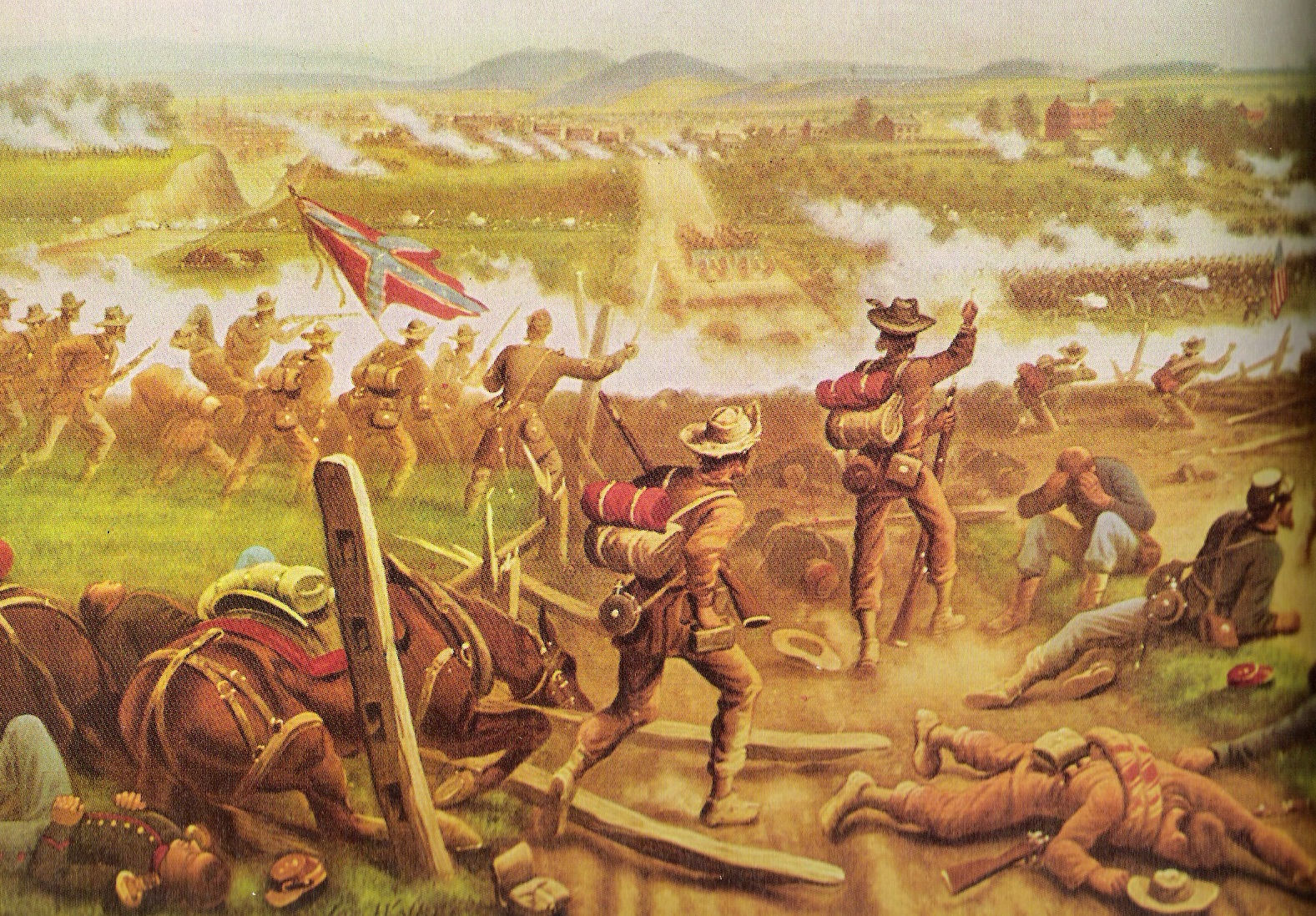
Битва при Геттисберге; солдаты корпуса Хилла на хребте Макферсона

Когда началась Геттисбергская кампания, корпус Хилла снялся с позиций у реки Раппаханок и, двигаясь вслед за корпусом Лонгстрита, переместился в долину Шенандоа. 24 июня дивизия Андерсона перешла Потомак у Шепардстауна и была замечена постом федерального сигнального корпуса на Мерилендских высотах у Харперс-Ферри.
28 июня корпус Хилла стоял лагерем около Чамберсберга. В тот день генерал Ли отдал приказы на дальнейший марш: корпуса Юэлла и Лонгстрита должны были следовать на север к Гаррисбергу, а корпус Хилла — направиться через Геттисберг к реке Саскуэханна, перейти реку и перерезать железную дорогу Гаррисберг — Филадельфия. Однако, вечером того дня Ли получил известия о приближении Потомакской армии и поменял приказы: теперь корпусам Лонгстрита и Юэлла надо было встретиться у Кэштауша, а корпусу Хилла остановиться там же, у Кэштауна.
Однако, Хилл впоследствии написал в рапорте, что «Мне было приказано двигаться по этой дороге на Йорк и перейти Саскеханну, нарушить коммуникации между Гаррисбергом и Филадельфией, и действовать совместно с генералом Юэллом» . По этому поводу Лонгстрит писал что Хилл, похоже, неправильно понял данные ему указания. «Кажется, что генерал Хилл неверно понял приказы на этот день, или его сбило с толку изменение в приказах, и он решил, что должен идти на Йорк и перейти Саскуэханну, двигаясь к Филадельфии или Гаррисбергу».
Штаб корпуса находился в Кэштауне. 30 июня дивизионный генерал Генри Хет отправил на восток бригаду Джеймса Петтигрю, который обнаружил в Геттисберге федеральную кавалерию и вернулся в Кэштаун. Он сообщил об увиденном Хету и Хиллу, однако Хилл не поверил в то, что в Геттисберге находится федеральная армия. По его данным (которые он обсуждал с генералом Ли), противник стоит лагерем в Мидлберге. Петтигрю вызвал генерала Льюиса Янга из своего штаба, который наблюдал за противником при отступлении бригады: Янг подтвердил, что перемещения противника выглядят, как манёвры хорошо тренированной армии. Но и это не убедило Хилла. Янг потом писал, что «дух неверия» затуманил сознание всех офицеров в штабе корпуса Хилла и они оказались не готовы к последующим событиям. Петтигрю всё ещё беспокоился, но Хилл уверил его, что федералов в Геттисберге нет, хотя он и желал бы их там встретить. Он написал генералу Ли, что отправит в Геттисберг отряд на разведку. Ли не ответил на это заявление, а Хилл, вместо того, чтобы отправить небольшой отряд, выделил для разведки две трети своего корпуса — две полные пехотные дивизии, 13 500 человек, при двух батальонах артиллерии. «Слишком крупные силы для рекогносцировки, — заметил историк Стивен Сирс, — и слишком крупные, чтобы они могли отступить в случае непредвиденного ответа». Более того, Хилл сам остался в Кэштауне, и разведкой в итоге командовал Генри Хет, наименее опытный командир в корпусе Хилла.
Утром 1 июля дивизия Хета отправилась к Геттисбергу, где держала оборону кавалерия Бьюфорда. Хет бросил в бой бригады Дэвиса и Арчера, однако в этот момент подошли две федеральные пехотные бригады и отбили атаку. Хилл в этот момент находился в Кэштауне, где его и застал генерал Ли. Хилл плохо себя чувствовал в то утро, но, несмотря на сильные боли, сел на лошадь и отправился вместе с Ли к Геттисбергу. Они прибыли на поле боя в момент затишья; Хет после первой неудачи не стал бросать в бой остальные бригады. Хилл предложил генералу Ли атаковать противника, но Ли запретил ему начинать сражение до концентрации всей Северовирджинской армии. И только через несколько часов, когда северяне были атакованы корпусом Юэлла, Ли разрешил Хиллу возобновить атаку: Хилл послал в бой две бригады Хета, а затем дивизию Уильяма Пендера. Им удалось обратить в бегство федеральные войска.
К вечеру 1 июля разбитые федеральные части отступили на Кладбищенский холм. В распоряжении Хилла было несколько свежих бригад, однако Хилл, обычно весьма агрессивный, на этот раз стал сомневаться в успехе, ссылаясь на то, что его части измотаны и дезорганизованы шестичасовым боем. Ли не стал настаивать на продолжении атаки. Всё это время Хилл был рядом с генералом Ли, поэтому вся ответственность за принятие этого решения легла на него. Сам Хилл по этому поводу написал в рапорте так: «Предполагая, что противник опрокинут, а мои две дивизии измотаны шестью часами упорного боя, я счёл благоразумным остановиться на достигнутом и не бросать в бой уставшие и дезорганизованные войска, которые вполне могли встретить свежие части противника. Эти две дивизии встали лагерем на захваченных позициях, а Андерсон, который только что подошёл, так же встал лагерем в двух милях от поля боя».

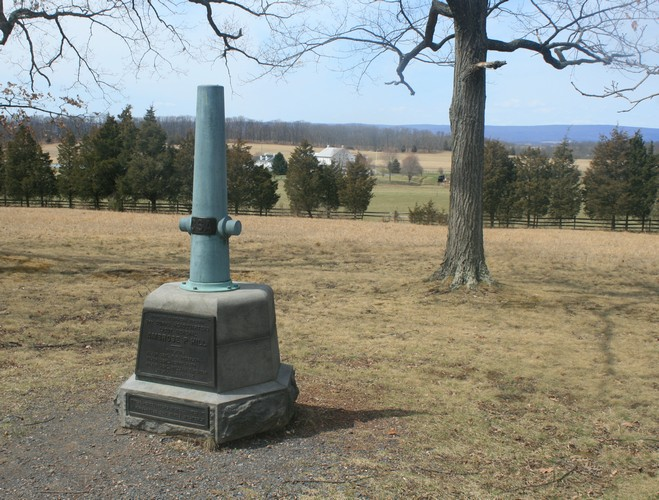
Штаб Хилла под Геттисбергом (белая ферма) и исторический маркер

2 июля Хилл разместил дивизию Пендера напротив Кладбищенского холма, а потрёпанную дивизию Хета поставил в тылу Пендера. Дивизия Андерсона встала справа. Сейчас мало известно о том, что именно делал Хилл в этот день. Он явно не предпринимал никаких решительных действий, возможно потому, что его непосредственный начальник, генерал Ли, был постоянно рядом, или же из-за очередного ухудшения здоровья. По версии Робертсона, проблема заключалась в том, что дивизия Андерсона была выделена для помощи Лонгстриту, и Хилл предполагал, что Лонгстрит будет руководить её действиями, а Лонгстрит был уверен, что Андерсон будет подчиняться Хиллу. Таким образом, дивизия Андерсона оказалась без всякого контроля со стороны корпусного командования.
3 июля генерал Ли планировал атаковать фланг Потомакской армии силами трёх дивизий корпуса Лонгстрита, однако Лонгстрит сообщил о плохом состоянии дивизий Худа и Мак-Лоуза, поэтому было решено использовать только дивизию Пикетта, которой дать в усиление дивизию Хета из корпуса Хилла. А так как дивизия Пикетта была ослаблена на две бригады, то ещё две бригады было решено добавить из дивизии Дурси Пендера. Теперь в атаке должны были участвовать в основном бригады Хилла, но отстранить Лонгстрита означало высказать ему недоверие, поэтому Ли не стал этого делать и оставил его главным руководителем атаки.
Отношения Хилла с Лонгстритом всё ещё были натянутыми. Кратко и сухо переговорив с Лонгстритом, Хилл отправился к своим бригадам и сказал им, что дальше ими будет руководить Лонгстрит. И на этом устранился от участия. Он так же очень невнимательно подошёл к отбору бригад до участия в атаке. Хилл явно не осознал, насколько пострадала бригада Хета после сражений 1 июля, и, что ещё более удивительно, не заметил ещё более плохого состояния бригады Скейлса из дивизии Пендера.
Хилл предлагал отправить в бой все свои части, но Ли отказался, удержав их как резерв на случай неудачи. Атака была отбита с большим потерями. Хилл наблюдал за отступлением с Семинарского Хребта. За три дня боёв его корпус потерял 7 600 человек, в том числе 1 554 убитыми — это были самые высокие потери во всей армии Юга.

### Осень 1863

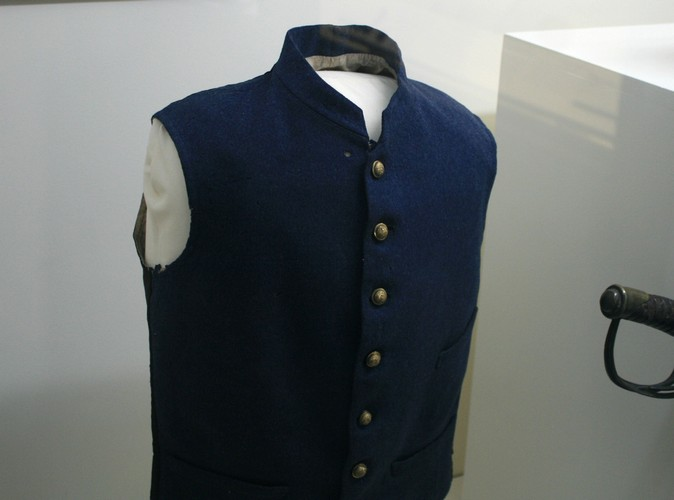
Жилетка Э. П. Хилла в музее Конфедерации в Ричмонде

В октябре 1863 года генерал Ли задумал глубокий фланговый обход позиций Потомакской армии, чтобы оттеснить её на север и освободить некоторые районы Виргинии — это наступление стало известно как Кампания Бристоу. 9 октября он начал наступление силами двух корпусов. В ночь на 14 октября Стюарт сообщил генералу Ли, что колонна федеральной армии отступает вдоль железной дороги на станцию Бристо. Ли решил атаковать хвост отступающей армии и приказал двум корпусам выступить на перехват противника: корпусу Хилла следовало идти прямо на Бристо, а корпусу Юэлла двигаться южнее. Сам генерал Ли следовал вместе с корпусом Юэлла.
Днём 14 октября передовая дивизия Хета вышла к станции Бристо и увидела арьергардные части V федерального корпуса за рекой Броад-Ран. Хилл приказал перейти реку и атаковать силами трёх бригад: Генри Уокера, Уильяма Киркланда и Джона Кука. По его признанию, он не разведал положение на своём правом фланге, полагая, что это зона ответственности корпуса Юэлла.
Началось Сражение при Бристо-Стейшен — наступающие бригады Хилла неожиданно попали под обстрел и обнаружили на своём правом фланге II корпус Потомакской армии. Хилл приказал продолжить атаку, надеясь прикрыть фланг силами дивизии Андерсона, но этот замысел реализовать не удалось, и бригады развернулись для атаки позиций противника у станции Бристо. Атака была неудачной — бригады понесли тяжёлые потери, были ранены оба бригадных генерала — Киркланд и Кук. Хилл решил повторить атаку силами дивизии Андерсона, но и эта атака не удалась, и дивизия отошла, при этом погиб генерал Кэрнот Посей.
Таким образом, несмотря на численное превосходство Хиллу не удалось уничтожить II федеральный корпус. Эта неудача сорвала планы генерала Ли и вынудила его начать отступление. Армия была возмущена произошедшим и винила в основном Хилла. Президент осудил его за недостаточную бдительность. Сам Хилл утром явился к генералу Ли и изложил ему ход событий, приняв всю вину на себя. Он был так сильно расстроен произошедшим, что генерал Ли в итоге сказал: «Хорошо, хорошо, генерал, похороните этих бедных парней и больше не будем об этом».

### Битва в Глуши

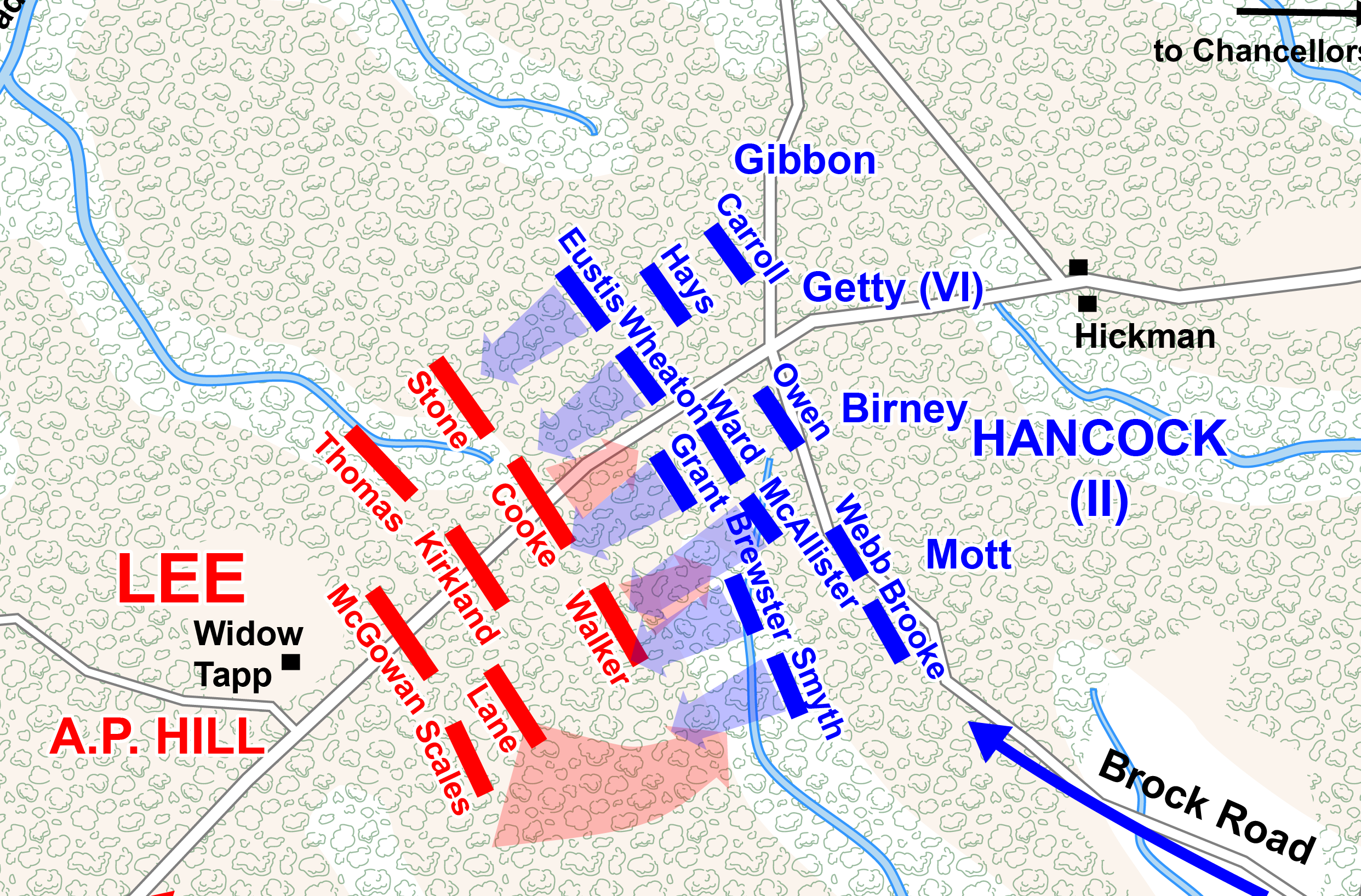
Бой на Оринж-Пленк-Роуд вечером 5 мая

4 мая 1864 года генерал Ли узнал, что Грант свернул лагерь под Калпепером и движется на юг к реке Раппаханок. Ли сразу направил на восток, на перехват, два корпуса: корпус Юэлла (13 500 чел.) по дороге Оринж-Тенпайк, и корпус Хилла за вычетом дивизии Андерсона (14 500 чел.) по Ориндж-Пленк-Роуд. Первой шла дивизия Хета, за ней дивизия Уилкокса. Сам Ли следовал с корпусом Хилла. Около 11:00 части Юэлла вступили в бой с противником, а корпус Хилла оказался южнее, без связи с Юэллом: началось Сражение в Глуши. Ли, Хилл и Стюарт выехали к небольшой поляне у дома вдовы Тапп и стали планировать дальнейшие действия, но в этот момент на них из леса вышла стрелковая цепь федеральной армии. Хилл и Ли едва не попали в плен, но всё же успели уйти. Ли понял, что разрыв между корпусами опасен, и поручил дивизии Уилкокса закрыть его. Теперь по Пленк-Роуд наступала одна дивизия Хета; ей необходимо было захватить стратегически важный перекресток Пленк-Роуд и Брок-Роуд. Осознав опасность, Грант бросил к перекрестку дивизию генерала Гетти. Гетти успел первым выйти к перекрёстку и отбить атаку Хета.
Ли ещё надеялся прорваться к Брок-Роуд и приказал атаковать Гетти, но на помощь Гетти подходил весь II корпус Хэнкока, и в 16:15 Грант потребовал от Гетти немедленно атаковать. Вслед за Гетти к наступлению стали подключаться дивизии Хэнкока, и скоро против 6 тысяч бойцов Хета сражались 27 000 человек федеральной армии. К 17:30 дивизия Хета превратилась в тонкую стрелковую цепь и едва держала позицию, поэтому Ли пошёл на риск и отправил на помощь Хету бригады Макгоуэна и Скейлса. Через час подошли бригады Томаса и Лейна. Гордон Реа писал о Хилле, что это был звёздный час в его карьере корпусного командира, яркое напоминание того августовского дня, когда его дивизия отбивала атаки противника под Манасасасом. Но к ночи его ресурсы были на исходе, темнота спасла Хилла, но его положение было безнадёжным. Дивизия Барлоу угрожала ему с юга, дивизия Уодсворта с севера, и у него не было шансов отразить утреннюю атаку II-го федерального корпуса.
6 мая, имея двойное численное превосходство, Хэнкок начал атаку и оттеснил корпус Хилла на 3 километра, однако в последнюю минуту подошёл корпус Лонгстрита и спас положение. Ещё с утра того дня Хилл был серьёзно болен. Его состояние только ухудшалось, поэтому Ли передал управление корпусом Джубалу Эрли, а Хилл был отправлен в санитарный обоз.

### Спотсильвейни
Когда Грант попытался обойти правый фланг армии Юга, Ли перебросил свои части к Спотсильвейни. Хилл прибыл в Спотсильвейни утром 9 мая вместе с санитарным обозом. Хилл велел направить свою повозку прямо на передовую, где обсудил положение с Эрли и своими дивизионными командирами. В целом он остался удовлетворён тем, как Эрли управлял его корпусом. 11 мая на военном совете Ли предположил, что Грант будет отступать к Фредериксбергу и рекомендовал своим генералам готовиться к преследованию. Хилл высказал мнение, что Грант продолжит свои атаки. «Пусть продолжает атаковать наши укрепления, у нас прекрасно получается их оборонять», сказал он. Его предчувствия сбылись: 12 мая Грант провёл мощную атаку, прорвал оборону корпуса Юэлла и взял в плен генералов Джонсона и Стюарта. При попытке атаковать корпус Хилла, северяне был остановлены бригадой Лэйна, которую затем поддержали бригады Скейлза и Томаса. Чтобы помочь корпусу Юэлла, Ли перебросил несколько частей корпуса Хилла для атаки на левый фланг противника. В ходе атаки было захвачено 300 пленных и три боевых знамени.
21 мая здоровье Хилла пошло на поправку и ему было приказано принять командование корпусом у генерала Эрли.
20 мая федеральная армия покинула позиции под Спотсильвейни и начала перемещаться на юго-восток. Генерал Ли был вынужден точно так же отступить и занять позиции на рубеже реки Норт-Анна. 21 мая Хилл начал отвод своего корпуса. К полудню 22 мая его люди прошли 30 миль до позиций на Норт-Анне. 23 мая части V корпуса Уоррена перешли Норт-Анну у Ерихо-Милл и заняли плацдарм на южном берегу реки. Хилл уведомил об этом генерала Ли, который решил, что это всего лишь отвлекающий манёвр. Хилл отнёсся к происходящему более серьёзно и отправил дивизию Уилкокса на рекогносцировку. Уилкокс обнаружил, что противник переправился крупными силами. Об этом было доложено Хиллу, который понял, что часть армии Гранта отрезана рекой от основной армии и велел Уилкоксу немедленно атаковать. Дивизия Хета была отправлена поддержать эту атаку. Четыре бригады Уикокса атаковали четыре федеральные дивизии, но атака сразу же начала рассыпаться. Подошедшая дивизия Хета не смогла спасти положение. Южане отступили.

### Колд-Харбор
26 мая федеральная армия начала сниматься с позиций на Норт-Анне и перемещаться на восток. Генерал Ли отправил корпуса на перехват, оставив корпус Хилла прикрывать тыл. Позиции Хилла растянулись от Тотопотоми-Крик до Вирджинской железной дороги. Свой штаб Хилл разместил на левом фланге, у Шайди-Гроув-Чеч-Роуд. 30 июня федеральная армия на его участке отступила и ушла на восток. Хилл был разочарован этими событиями. Он находился на хорошей позиции и хотел сражаться именно на ней. Ли приказал Хиллу отойти с позиций на Норт-Анне и перевёл его на крайний правый фланг у Чикахомини (напротив позиций федерального II корпуса), где уже начиналось сражение при Колд-Харбор. Теперь штаб Хилла размещался на холме у мельницы Гейнс-Милл, в том самом месте, где он сражался в июне 1862 года. 3 июня федеральная армия начала массированное наступление на позиции Хилла, которое, однако же, началось без предварительной разведки и привело к высоким потерям в федеральной армии. Когда генерал Ли отправил к Хиллу курьера с вопросом, всё ли в порядке на его линии, Хилл показал на многочисленные тела погибших солдат противника и сказал: «передайте генералу Ли — вот то же самое по всему моему фронту». В ходе этого боя Хэнкок потерял 2000 человек всего за два часа сражения. И всё же Колд-Харбор часто называют «упущенным шансом» генерала Ли — и слабое здоровье Хилла стало одной из причин этой неудачи.
Грант продолжил обход правого фланга Северовирджинской армии и частью армии 16 и 17 июня атаковал позиции под Питерсбергом, где был отбит с большими потерями. В тот же день, 17 июня, Ли и Хилл приняли решение о переброске корпуса Хилла к Питерсбергу. 18 июня в 03:00 Хилл снялся с позиций и ушёл к Чаффинс-Блафф, перешёл реку Джеймс и весь день двигался по питерсбергской дороге. Пройдя 20 миль под палящим солнцем, корпус к вечеру вошёл в Питерсберг. Первым в город вошёл 12-й вирджинский полк, набранный в основном из жителей Питерсберга.

### Питерсберг

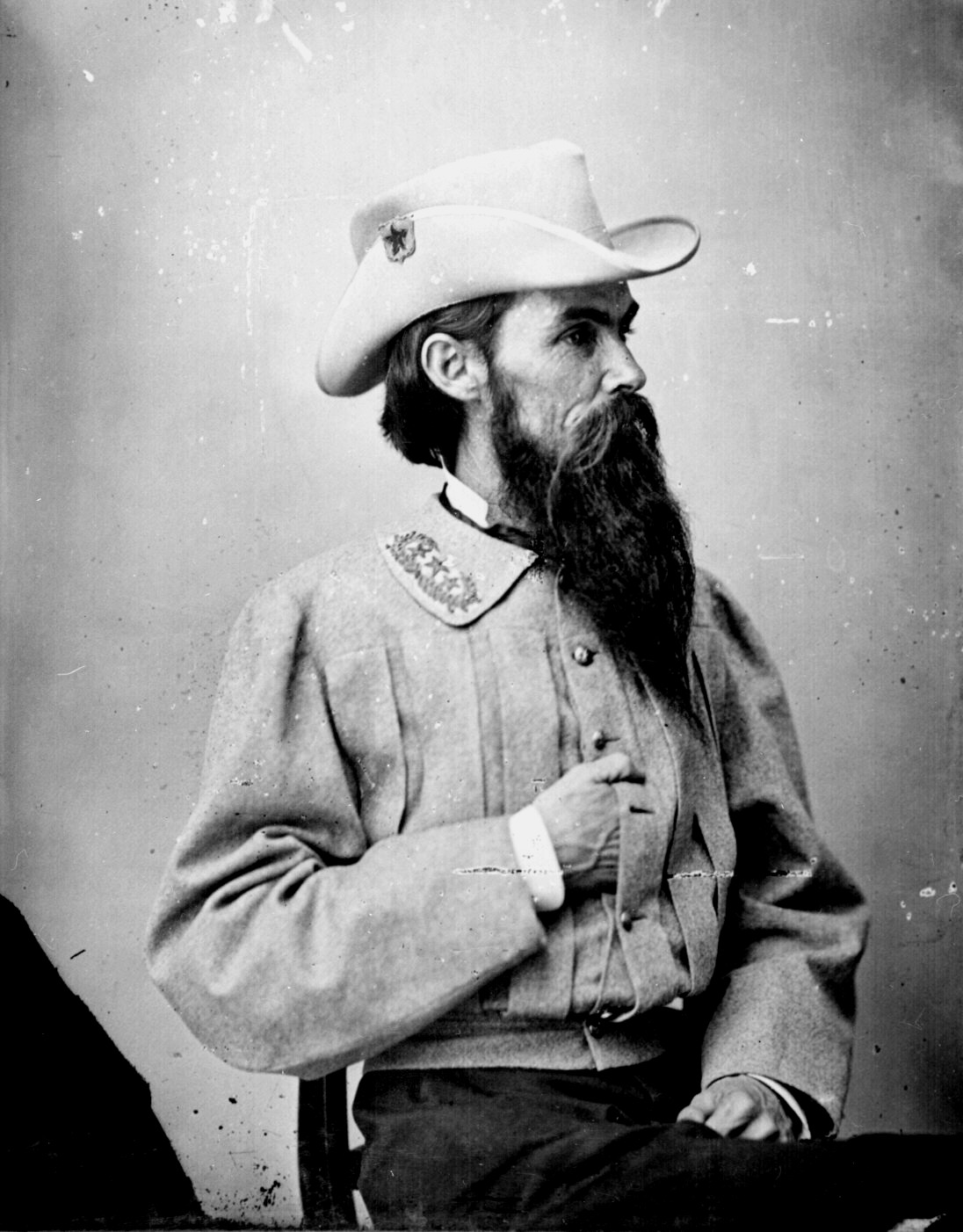
Генерал Уильям Махоун

Появление корпуса Хилла под Питерсбергом позволило генералу Ли удлинить свой правый фланг и прикрыть Велдонскую железную дорогу. Ли понимал, что не сможет удерживать дорогу вечно, но надеялся, что сможет держать её хотя бы те несколько месяцев лета и осени, когда будет собран урожай и доставлен в Питерсберг. Грант уже 21 июня отправил кавалерию Джеймса Уильсона для захвата железной дороги, а в помощь ему выделил II и VI корпуса. В ответ генерал Ли организовал перехват федеральной кавалерии, а против пехотных корпусов Хилл направил дивизии Махоуна и Уилкокса. 22 июня генерал Махоун, хорошо знакомый с этой местностью, выбрал подходящий момент для атаки — как раз в то время, когда федеральные корпуса оказались отрезаны лесом друг от друга. Действуя согласно рекомендациям Махоуна, Хилл вечером 22 июня бросил дивизии в атаку на фланг федерального корпуса генерала Бирни. Им сразу же удалось опрокинуть порядки дивизии Френсиса Бэрлоу, а затем — дивизии Гершома Мотта. Отступление этих двух дивизий открыло фланг дивизии Гиббона, которая так же была обращена в бегство. Гиббон потерял 317 человек убитыми и ранеными и 1406 пленными. Махоун мог бы достичь большего, но дивизия Уилкокса по недоразумению не включилась в атаку. И всё же федеральный корпус потерял 4 орудия и восемь знамён. Потери корпуса в этом бою были выше, чем при Энтитеме, Фредериксберге и Чанселорсвилле вместе взятых. Хилл вывез раненых и ночью отступил на исходные позиции. На следующий день Хилл провёл ещё несколько атак и прекратил их только потому, что люди Махоуна сильно устали за 48 часов непрерывных боёв.

### Бой у воронки

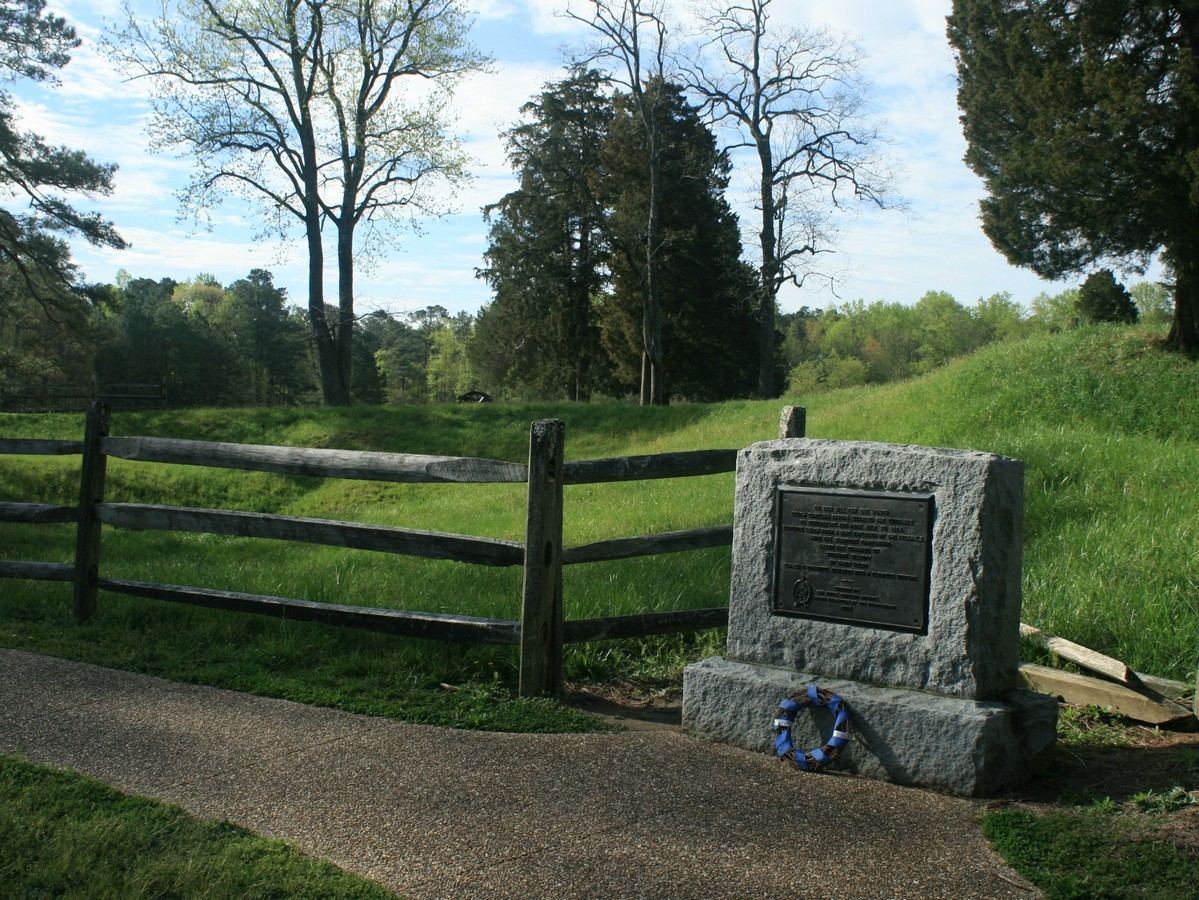
Вид воронки в наше время (2015)

В июле 1864 года федеральные инженеры решили сделать подкоп под траншеи оборонительных линий Питерсберга и заложить туда мину для подрыва участка обороны. 23 июля подкоп был готов. Одновременно Грант послал II корпус Хэнкока для отвлекающего набега на Ричмонд, надеясь, что Ли ослабит участок предполагаемого прорыва. Так и вышло: Ли переправил на встречу Хэнкоку дивизии Хета и Андерсона. Таким образом, у Хилла осталась только дивизия Махоуна и три бригады дивизии Уилкокса. Вместе с дивизиями Джонсона и Хука эти силы насчитывали 18 000 человек на 10-милевый участок обороны. Между тем 65 000 человек федеральной армии готовились к прорыву а Питерсберг.
Утром 30 июля прогремел взрыв. Он разбудил Хилла в штабе Третьего корпуса; Хилл быстро оделся, приказал полковнику Палмеру (начальнику штаба корпуса) оставаться в штабе, и помчался на позиции дивизии Махоуна. В это время генерал Ли уже был на позиции и приказал Махоуну направить две бригады на участок прорыва; Хилл не стал возмущаться тем, что Ли командует его дивизиями, а только направил на помощь Махоуну две лёгкие батареи Пеграма и отправился к генералу Ли обсудить положение.
Между тем Махоун сам построил вирджинскую бригаду Вайсигера и в 08:30 бросил её в контратаку. Прорыв был ликвидирован. В тот день Хилл действовал быстро и оперативно, однако не претендовал на славу победителя, которая полностью досталась Махоуну. Хилл сам был весьма впечатлён внезапной инициативностью Махоуна и позже присвоил ему звание генерал-майора, а когда Махоун пытался отказаться, Хилл сказал: «Даже и не думайте об отказе!».

### Второе сражение у Римс-Стейшен
После сражения у Воронки корпус Хилла получил около двух недель отдыха, но 18 августа пикеты донесли, что федеральная пехота движется к железной дороге Питерсберг — Велдон. Генерал Борегар, который временно командовал обороной Питерсберга, поручил Хиллу разобраться с ситуацией и запросил у Ли подкреплений. Хилл направил к железной дороге Генри Хета с двумя бригадами и одну из батарей Пеграма. Этот отряд атаковал левый фланг федеральной армии у Глоб-Таверн и захватил почти 1000 человек пленными. Однако, федеральные силы оказались V корпусом Уоррена. Им удалось восстановить порядок и отбить у Хета утраченные позиции.
Осознав масштабы происходящего, Борегар отправил Хиллу три бригады Махоуна, ещё три батареи Пеграма и кавалерию Руни Ли. 19 августа, под проливным дождём, Хет атаковал федеральные позиции с фронта, а бригады Махоуна ударили во фланг и почти сразу разгромили федеральную дивизию Самуэля Кроуфорда, который сам был ранен и едва не попал в плен. Последующие две атаки были отбиты, и все же, федеральная армия потеряла в том бою 2700 человек пленными.

## Гибель
К началу апреля 1865 года корпус Хилла оборонял траншеи к юго-западу от Питерсберга. 2 апреля началось третье сражение при Питерсберге: рано утром VI корпус Потомакской армии (под командованием Горацио Райта) атаковал укрепления, известные как «бойдтонская линия». Впереди шла дивизия Джорджа Гетти, во второй линии — дивизии Трумана Сеймура и Франка Уитона. В 04:40 вермонтская бригада генерала Льюиса Гранта первой двинулась на штурм; через 20 минут им удалось прорвать оборону корпуса Хилла на участке генерала Лэйна, между позициями 28-го и 37-го Северокаролинских полков. Первым в траншеи противника ворвался 5-й Вермонтский полк капитана Чарльза Гоулда. Дивизия Хета оказалась отрезана от основной армии.
В 09:00 генерал Хилл и Роберт Ли узнали о прорыве. Хилл сразу вскочил на коня и направился к участку прорыва в сопровождении адъютантов Дженкинса и Такера, а также Ли послал вместе с ним полковника Вейнебла. По пути они встретили нескольких федеральных солдат, взяли двух в плен и отправили в тыл вместе с Дженкинсом. Затем Хилл отправил Венейбла с поручением на позиции артиллерийского батальона, а сам решил вместе с Такером обойти участок прорыва и пробраться к штабу дивизии Хета. По пути они наткнулись на нескольких солдат 138-го пенсильванского полка; Хилл сказал Такеру: «Мы должны взять их!» и бросился вперёд. Такер крикнул: «Гореть вам в аду, если выстрелите! Наши люди здесь — сдавайтесь!» а Хилл приказал: «Бросайте оружие!». Однако, солдаты выстрелили — одна пуля прошла мимо, но вторая попала в Хилла.
Командир 138-го пенсильванского полка так сообщил в рапорте о произошедшем:

…капрал Джон Мок, один из упомянутых, сразу же выстрелил в одного из офицеров, а рядовой Дэниель Вулфорд, роты F, выстрелил в другого, но промахнулся и мятежник скрылся. Этот человек вернулся в полк и доложил мне о произошедшем. Предполагаю, что офицер, застреленный капралом Моком был генералом мятежников Э. П. Хиллом.
Оригинальный текст (англ.)– Corpl. John W. Mauk, one of the men referred to, immediately shot one of the officers, and Private Daniel Wolford, Company F, discharged his musket at the other, but missed, and the rebel escaped. The men the came to the regiment and reported the affair to me. It is supposed that the officer shot by Corporal Mauk was the rebel general A. P. Hill. 
— War of the Rebellion: Serial 095 Page 1008 N. AND SE.VA., N.C., W.VA., MD., AND PA. Chapter LVIII
Пуля отсекла Хиллу палец и прошла грудь навылет, задев сердце. Такер вернулся в штаб и сообщил генералу Ли о смерти Хилла. По словам Фримана, на глазах генерала Ли появились слёзы и он пробормотал: «Теперь он может отдохнуть, а страдать будем мы, которые живы». Он велел Такеру отправиться к жене Хилла и сообщить ей все подробности как можно быстрее.
Когда Китти Хилл увидела адъютанта, она воскликнула: «Генерал погиб! Вы бы не пришли сюда, если бы его не убили!». Тело Хилла было вывезено в Ричмонд на санитарной повозке, после чего тело было наскоро обследовано для выяснения причин смерти. Было установлено, что пуля отстрелила большой палец левой руки и прошла тело навылет через сердце. После обследования тело поместили в гроб и вывезли из Ричмонда по 14-й улице и мосту Майо в пригород Манчестер, и затем на запад, на плантацию Уинстон, где жили некоторые его родственники, бежавшие из Калпепера (Хилл приезжал сюда в отпуск за несколько дней до смерти). Несмотря на то, что Хилл прежде завещал похоронить себя в Калпепере, было решено, что транспортировка тела до Калпепера в настоящий момент невозможна, и его захоронили на Уинстон-Фэмили-Семетери 4 апреля 1865 года в 14:00. Осенью 1867 года тело было перезахоронено на Холливуд-Семетери в Ричмонде (Lot N-35), а в 1891 года организация Hill Monument Association переместила тело Хилла в третий раз — на перекресток Лабернам-Авеню и Хермитаж-Роуд, где был установлен памятник.

## В кино
Образ Хилла присутствует в фильме «Геттисберг» (1993), где его сыграл историк и реконструктор Патрик Фэлчи, и в фильме «Боги и генералы» (2003), где его сыграл Уильям Сандерсон. Так же в 2003 году в телевизионном фильме «April 1865» роль Хилла сыграл Ален Бреннер.

## Мнения
Дуглас Фриман в краткой характеристике Хилла писал, что его дивизия была лучшей в армии, но после смерти Джексона он стал уже другим человеком. «Если говорить кратко, то он не оправдал надежд армии. Возможно, причиной тому было плохое здоровье или же он не вынес груза ответственности».
Ларри Tагг, историк гражданской войны, предположил, что неудачи Хилла в последние годы войны объясняются тем, что он медленно умирал от почечной недостаточности, вызванной гонореей, хотя в то время никто об этом не знал.
«Как дивизионный командир он не знал себе равных, — писал Генри Кид Дуглас, — он был быстрым, дерзким, умелым и упрямым в бою… Во втором корпусе он прославился как полководец и действительно заслужил эту репутацию. Но едва ли он сохранил её, когда командовал корпусом. Видимо, после Джексона от него ожидали слишком много».
Филипп Кетчер, автор книги «The Army of Northern Virginia», писал, что Хилл был прекрасным бригадным и дивизионным командиром, но оказался менее способным в качестве корпусного командира. Он был нетерпелив и редко изучал позиции противника или продумывал альтернативные планы перед началом наступления. Эта его черта дорого стоила армии. Командуя корпусом, он как будто утратил весь тот огонь, который был в нём до ранения при Чанселорсвилле.
Трейси Поуэр, автор биографической статьи в Вирджинской энциклопедии, обращает внимание, что и Джексон и Ли вспоминали Хилла в последние минуты перед смертью. Вне зависимости от историчности этих слов, сами эти истории, по мнению Поуэра, говорят о том, что оба генерала чувствовали, что могут положиться на Хилла, чьи достижения в качестве дивизионного командира были, возможно, лучшими, за всю короткую историю армии Конфедерации.

## Комментарии
1. ↑  Сейчас это дом №102 по Северной Мэйн-Стрит. Перед войной родители Хилла перестроили дом и добавили третий этаж[4].
2. ↑  Её черты лица напоминали фарфоровую китайскую куклу, за что её в семье звали Долли.
3. ↑  Order A. P. Hill to prepare for action ! Pass the infantry to the front rapidly! Tell Major Hawks.
4. ↑  Стивен Сирс писал, что дивизия Хета была выбрана только по той причине, что она стояла ближе всего к дивизии Пикетта, а не потому, что она много или мало участвовала в сражениях 1 июля[78].
5. ↑  The General is dead! You would not be here if he had not been killed.